# غنجغان (سميرم)
غنجغان هي قرية في مقاطعة سميرم، إيران. يقدر عدد سكانها بـ 379 نسمة بحسب إحصاء 2016.